# 比勒费尔德火车总站
比勒费尔德火车总站（德語：Bielefeld Hauptbahnhof）是德国东威斯特法伦-利珀地区最为重要的火车站，自1847年随着科隆-明登主线的建成而投入使用。除了得益于比勒费尔德的城市规模外，车站还因为地处比勒费尔德山口旁的良好地理位置，使它成为长途运输和区域运输之间的重要节点。车站在德国铁路车站分级中被归类为二等车站。